# Santa Bárbara (Chili)
Pour les articles homonymes, voir Santa Barbara.
Santa Barbara est une ville et une commune du Chili faisant partie de la province de Biobío, elle-même rattachée à la région du Biobío. En 2012, la population de la commune s'élevait à 13 481 habitants. La superficie de la commune est de 1 255 km2 (densité de 11 hab./km2),.

## Historique
Un fort est construit en 1756 à l'initiative du gouverneur Manuel de Amat y Juniet sur la rive nord du Rio Biobío. Ce fort faisait partie d'une chaine de fortifications établie le long de la rivière pour interdire les incursions des tribus mapuches qui occupaient les territoires sur l'autre rive. Dès 1758 un village est construit à proximité. Le fort est renforcé sous le gouvernement de Ambrosio O Higgins car il constitue une place importante dans le dispositif destiné à empêcher les raids des tribus pehuenches. Le village est abandonné en janvier 1819 et est incendié en 1821 par les fidèles à la couronne d'Espagne dirigés par Juan Manuel Picó. Il n'est repeuplé qu'à compter de 1833 sous la direction de Domingo Salvo. En 1871 la principale agglomération de la commune acquiert le statut de ville.

## Situation
Le territoire de la commune se trouve dans la vallée centrale du Chili. La principale agglomération est implantée sur la rive nord du Rio Biobío à son confluent avec le Río de La Laja. La commune se trouve à 487 kilomètres à vol d'oiseau au sud-sud-ouest de la capitale Santiago et à 38 kilomètres au sud-est de Los Ángeles capitale de la Province de Biobío.

## Climat
Le climat à Santa Barbara est influencé par la cordillère des Andes toute proche. Les préciipations (1 500 mm par an) et l'amplitude thermique qui peut atteindre 40 °C dans la journée sont caractéristiques d'un climat continental.

Position de Santa Bárbara (en rouge) au sein de la Région du Biobío.